# Трефил, Лукаш
Лу́каш Тре́фил (чеш. Lukáš Trefil; 21 сентября 1988, Прага) — чешский гребец-байдарочник, выступает за сборную Чехии начиная с 2012 года. Двукратный бронзовый призёр Олимпийских игр, чемпион мира, трёхкратный чемпион Европы, победитель многих регат национального и международного значения.

## Биография
Лукаш Трефил родился 21 сентября 1988 года в Праге. Активно заниматься греблей начал с раннего детства, проходил подготовку в столичном спортивном клубе «Дукла».
Первого серьёзного успеха на взрослом международном уровне добился в 2012 году, когда попал в основной состав чешской национальной сборной и благодаря череде удачных выступлений удостоился права защищать честь страны на летних Олимпийских играх 2012 года в Лондоне. В составе четырёхместного экипажа, куда также вошли гребцы Даниэль Гавел, Ян Штерба и Йозеф Достал, на тысяче метрах занял третье место и завоевал тем самым бронзовую олимпийскую медаль (в финале его обошли только экипажи из Австралии и Венгрии).
После лондонской Олимпиады Трефил остался в основном составе гребной команды Чехии и продолжил принимать участие в крупнейших международных регатах. Так, в 2013 году он отправился представлять страну на чемпионате Европы в португальском городе Монтемор-у-Велью, где одержал победу в четвёрках на тысяче метрах. Кроме того, в этом сезоне в километровой гонке четырёхместных экипажей выиграл серебряную медаль на чемпионате мира в немецком Дуйсбурге. Год спустя в той же дисциплине был лучшим на европейском первенстве в Бранденбурге и на первенстве мира в Москве. Ещё через год на чемпионате Европы в Рачице на тысяче метрах получил золото среди четвёрок, тогда как на чемпионате мира в Милане стал бронзовым призёром в километровой дисциплине четырёхместных экипажей.
На летних Олимпийских играх 2016 года в Рио-де-Жанейро Трефил и его партнеры Даниэль Гавел, Ян Штерба и Йозеф Достал повторили свое достижение 4-х летней давности, снова став бронзовыми призерами Олимпийских игр.
После Олимпиады в Рио главная звезда чешского экипажа Йозеф Достал решил сосредоточиться на индивидуальных дистанциях и его в составе четверки заменяли Якуб Шпицар и Радек Шлоуф, но в новом составе медали на крупных турнирах завоевать не получалось.